# Andrew Mangiapane
Andrew Mangiapane (ur. 4 kwietnia 1996 w Boltonie) – kanadyjski hokeista szkockiego i włoskiego pochodzenia, grający na pozycji napastnika (lewoskrzydłowego), reprezentant kraju.

## Kariera

### Wczesna kariera
Andrew Mangiapane karierę sportową rozpoczął w występujących w rozgrywkach ligi GTHL Toronto Jr. Canadiens U18, dla których w sezonie 2012/2013, w fazie zasadniczej rozegrał 32 mecze, w których zdobył 36 punktów (14 goli, 22 asysty) oraz spędził 22 minuty na ławce kar, natomiast w fazie play-off rozegrał 7 meczów, w których zdobył 7 punktów (5 goli, 2 asysty) oraz spędził 8 minut na ławce kar. Jeszcze w tym samym sezonie zagrał w występującej w lidze OJHL pierwszej drużynie klubu, w której w fazie zasadniczej rozegrał 4 mecze, w których spędził 2 minuty na ławce kar. Po sezonie 2012/2013, jako wolny agent podpisał kontrakt z występującym w lidze OHL Barrie Colts. W sezonie 2013/2014, w fazie zasadniczej rozegrał 68 meczów, w których zdobył 51 punktów (24 gole, 27 asyst) oraz spędził 28 minut na ławce kar, natomiast w fazie play-off rozegrał 11 meczów, w których zdobył 7 punktów (2 gole, 5 asyst) oraz spędził 8 minut na ławce kar, a także został wybrany do drużyny debiutantów OHL, jednak mimo tego Mangiapane nie znalazł się w rankingu Centralnego Biura Skautingowego NHL i nie znalazł się w draftcie NHL 2014. W sezonie 2014/2015, w fazie zasadniczej rozegrał 68 meczów, w których zdobył 104 punkty (43 gole, 61 asyst) oraz spędził 54 minuty na ławce kar, natomiast w fazie play-off rozegrał 9 meczów, w których zdobył 10 punktów (6 goli, 4 asysty) oraz spędził 12 minut na ławce kar. W sezonie 2015/2016, w którym został alternatywnym kapitanem klubu, w fazie zasadniczej rozegrał 59 meczów, w których zdobył 106 punktów (51 goli, 55 asyst) oraz spędził 50 minut na ławce kar, natomiast w fazie play-off rozegrał 15 meczów, w których zdobył 21 punktów (10 goli, 11 asyst) oraz spędził 14 minut na ławce kar, a także został wybrany do drugiej drużyny gwiazd OHL. Po sezonie 2015/2016 odszedł z klubu.

### Kariera w NHL
27 czerwca 2015 roku został wybrany przez władze klubu ligi NHL, Calgary Flames, w 6 rundzie draftu NHL z numerem 166 (85. miejsce w rankingu północnoamerykańskich zawodników z pola, ogłoszonym przez Centralne Biuro Skautingowe NHL), z którymi 23 marca 2016 roku podpisał kontrakt. Centralne Biuro Skautingowe NHL opisało Mangiapane'a jako zawodnika niewymiarowego, dwukierunkowego napastnika z silną jazdą, szybkością, zwinnością oraz ochroną krążka. Jednak z powodu zbyt silnej konkurencji w drużynie Płomieni, został przydzielony do klubu filialnego Płomieni, występującym w lidze AHL Stockton Heat.
W lidze NHL zadebiutował 31 stycznia 2018 roku w przegranym przez drużynę Płomieni 3:4 po dogrywce meczu domowym z Chicago Blackhawks, natomiast 10 stycznia 2018 roku, po rozegraniu 7 meczów w drużynie Płomieni, ponownie został przeniesiony do Stockton Heat.
Sezon 2018/2019 rozpoczął w Stockton Heat, jednak z powodu bardzo dobrych wyników (14 punktów w 13 meczach w lidze AHL, 30 listopada 2018 roku został przeniesiony do drużyny Płomieni. Co prawda, 16 grudnia 2018 roku wrócił do Stockton Heat, w wyniku kontuzji zawodnika drużyny Płomieni, Michaela Frolíka wrócił do Calgary Flames i od tego momentu stał się podstawowym zawodnikiem klubu. 13 stycznia 2019 roku, w wygranym 7:1 meczu wyjazdowym z Arizona Coyotes, zdobył swój pierwszy punkt w lidze NHL, asystując w 17. minucie wraz z Derekiem Ryanem przy golu na 1:0 kapitana klubu, Marka Giordano. 16 października 2020 roku, na cztery dni przed planowaną rozprawą arbitrażową, podpisał z klubem dwuletni kontrakt o wartości 4 850 000 dolarów.

## Kariera reprezentacyjna
Andrew Mangiapane w 2021 roku został powołany do reprezentacji Kanady na mistrzostwa świata 2021 Elity na Łotwie, na których drużyna Klonowego Liścia zdobyła mistrzostwo świata po wygranej 3:2 po dogrywce z obrońcami tytułu, reprezentacją Finlandii 6 czerwca 2021 roku na Arēna Rīga w Rydze, a Mangiapane, który na turnieju rozegrał 7 meczów, w których zdobył 11 punktów (7 goli, 4 asysty), został wybrany MVP oraz do Drużyny Gwiazd turnieju.

## Statystyki

### Klubowe
| 2012/2013   | Toronto Jr. Canadiens U18 | GTHL        | 32  | 14  | 22  | 36  | 22  | 7  | 5  | 2  | 7  | 8  |
| 2012/2013   | Toronto Jr. Canadiens     | OJHL        | 4   | 0   | 0   | 0   | 2   | —  | —  | —  | —  | —  |
| 2013/2014   | Barrie Colts              | OHL         | 68  | 24  | 27  | 51  | 28  | 11 | 2  | 5  | 7  | 8  |
| 2014/2015   | Barrie Colts              | OHL         | 68  | 43  | 61  | 104 | 54  | 9  | 6  | 4  | 10 | 12 |
| 2015/2016   | Barrie Colts              | OHL         | 59  | 51  | 55  | 106 | 50  | 15 | 10 | 11 | 21 | 14 |
| 2016/2017   | Stockton Heat             | AHL         | 66  | 20  | 21  | 41  | 64  | 5  | 1  | 2  | 3  | 2  |
| 2017/2018   | Stockton Heat             | AHL         | 39  | 21  | 25  | 46  | 20  | —  | —  | —  | —  | —  |
| 2017/2018   | Calgary Flames            | NHL         | 10  | 0   | 0   | 0   | 2   | —  | —  | —  | —  | —  |
| 2018/2019   | Stockton Heat             | AHL         | 15  | 9   | 8   | 17  | 20  | —  | —  | —  | —  | —  |
| 2018/2019   | Calgary Flames            | NHL         | 44  | 8   | 5   | 13  | 12  | 5  | 1  | 0  | 1  | 0  |
| 2019/2020   | Calgary Flames            | NHL         | 68  | 17  | 15  | 32  | 18  | 10 | 2  | 3  | 5  | 6  |
| 2020/2021   | Calgary Flames            | NHL         | 56  | 18  | 14  | 32  | 24  | —  | —  | —  | —  | —  |
| 2021/2022   | Calgary Flames            | NHL         | 65  | 30  | 15  | 45  | 28  | —  | —  | —  | —  | —  |
| GTHL Ogółem | GTHL Ogółem               | GTHL Ogółem | 32  | 14  | 22  | 36  | 22  | 7  | 5  | 2  | 7  | 8  |
| OJHL Ogółem | OJHL Ogółem               | OJHL Ogółem | 4   | 0   | 0   | 0   | 2   | —  | —  | —  | —  | —  |
| OHL Ogółem  | OHL Ogółem                | OHL Ogółem  | 195 | 118 | 143 | 261 | 132 | 35 | 18 | 20 | 38 | 34 |
| AHL Ogółem  | AHL Ogółem                | AHL Ogółem  | 120 | 50  | 54  | 104 | 104 | 5  | 1  | 2  | 3  | 2  |
| NHL Ogółem  | NHL Ogółem                | NHL Ogółem  | 243 | 73  | 49  | 122 | 82  | 15 | 3  | 3  | 6  | 6  |

### Reprezentacyjne
| Rok                | Drużyna            | Turniej            | Miejsce            |   | M | G | A  | Pkt | Min |
| ------------------ | ------------------ | ------------------ | ------------------ | - | - | - | -- | --- | --- |
| 2021               | Kanada             | MŚ                 |                    | 7 | 7 | 4 | 11 | 0   |     |
| Ogółem jako senior | Ogółem jako senior | Ogółem jako senior | Ogółem jako senior | 7 | 7 | 4 | 11 | 0   |     |

## Sukcesy

### Zawodnicze
Reprezentacyjne
- Mistrzostwo świata: 2021

### Indywidualne
- Drużyna debiutantów OHL: 2014
- Druga drużyna gwiazd OHL: 2016
- MVP mistrzostw świata: 2021
- Drużyna gwiazd mistrzostw świata: 2021